# Rue Dieu-Lumière
La rue Dieu-Lumière est une voie de la ville de Reims. À ne pas confondre avec le boulevard Dieu-Lumière, situé également à Reims.

## Situation et accès
Elle est à double sens.

## Origine du nom
Comme le boulevard, la place et l'ancienne porte, la « rue Dieu-Lumière » évoque Dieu-ly-Mire, c'est-à-dire Dieu-le-Médecin, nom qui aurait été donné, au Moyen Âge, à un hôpital, désormais détruit, situé dans les parages.

## Historique
Au Moyen Âge elle portait le nom de Dieu ly Myre et donnait à la porte de ville éponyme.

## Bâtiments remarquables et lieux de mémoire

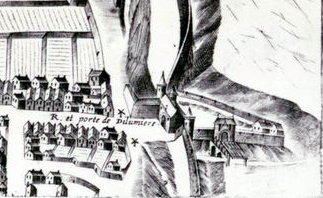
Au XVIIe siècle, plan Picart, bibliothèque Carnegie (Reims),
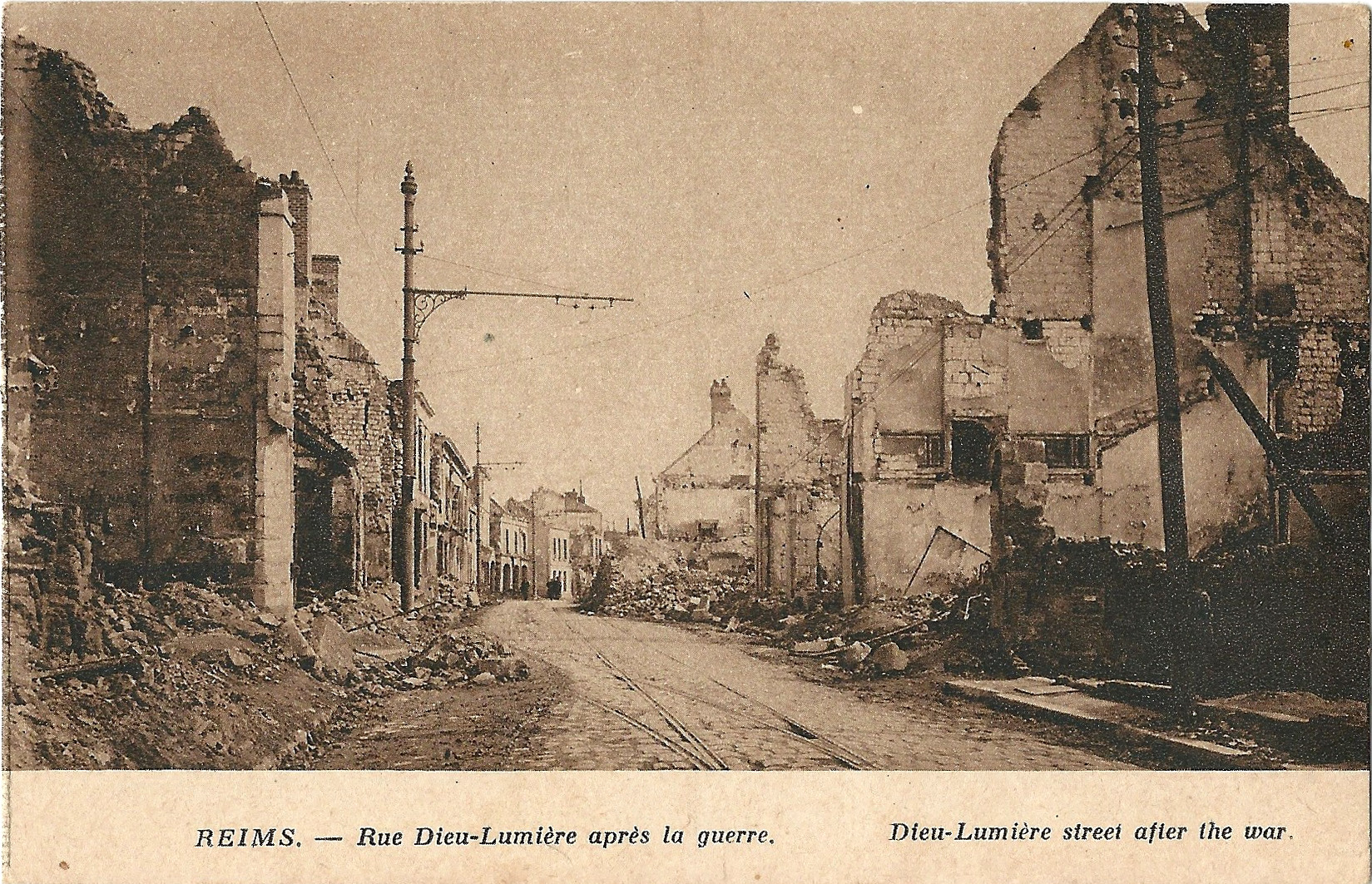
Pendant la Première Guerre mondiale,
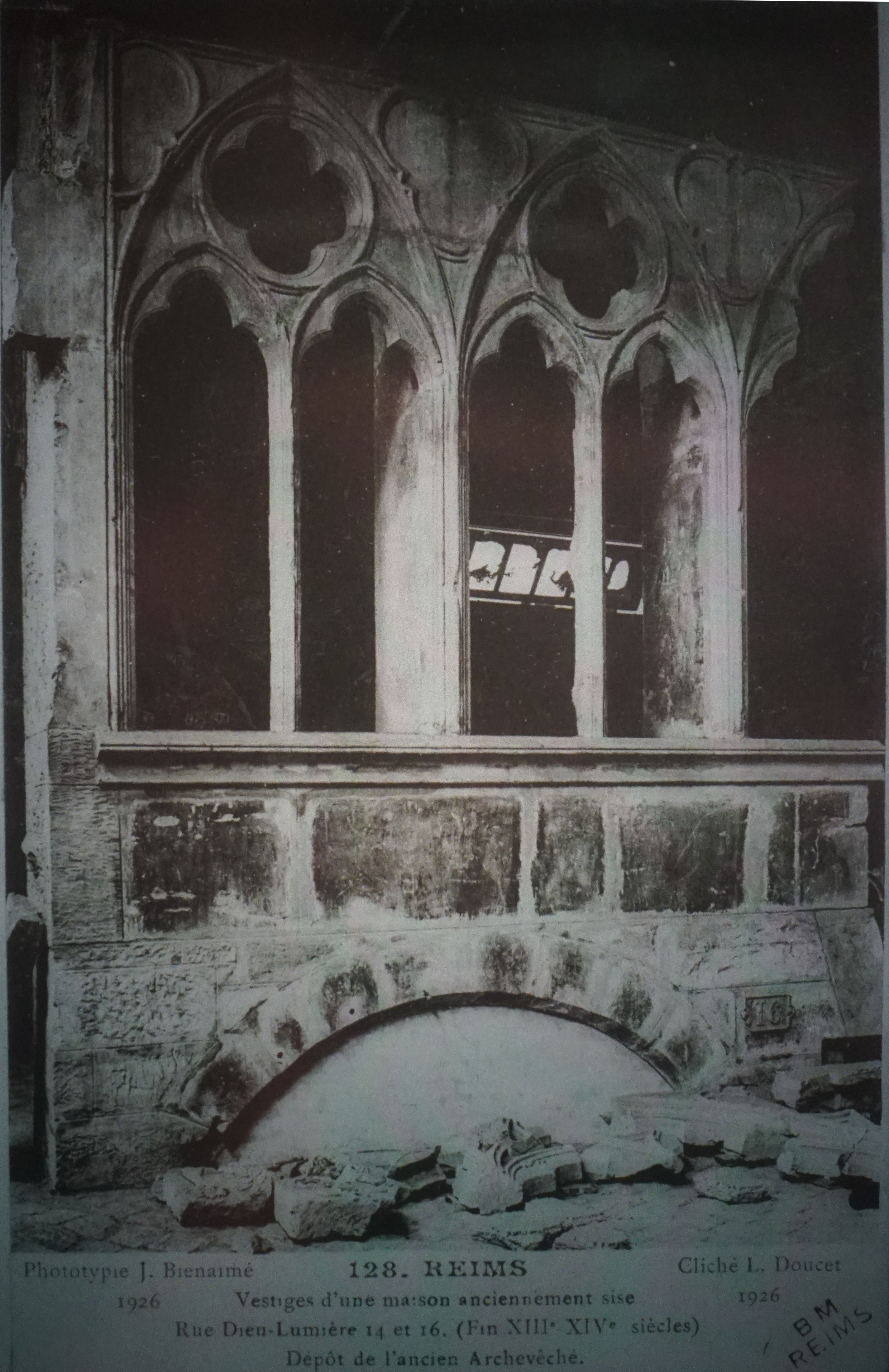
Façade du 16 démontée en 1914.

Les maisons à pan de bois sont classées.